# Волонтерський рух допомоги українським військовикам (2014 — дотепер)
Волонте́рський рух допомо́ги украї́нським військовика́м — всеукраїнський волонтерський рух із забезпечення ресурсами українських військових (Збройних сил, Національної гвардії тощо), які з 2014 року стримують російську збройну агресію. Виник стихійно з початком військового конфлікту в різних регіонах України.
Рух також має потужне крило на всій території України, яке допомагає вимушеним переселенцям із Криму та Донбасу.

## Історія

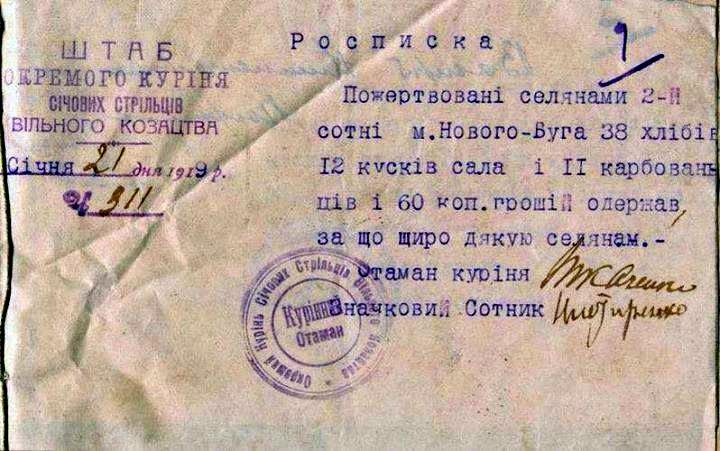
Довідка 1919 року пожертви українських селян для Січових Стрільців Вільного Козацтва

Немає точної дати утворення волонтерського руху з допомоги армії в цілому в Україні, як і точної дати його оформлення у волонтерські організації. Початком можна вважати волонтерський рух під час Революції гідності, після початку російської інтервенції до Криму 20 лютого 2014 року. Розгалужена система допомоги армії з'явилася приблизно в травні-червні 2014 року.
Рух виникав стихійно з окремих волонтерів, що об'єднувалися в групи. З часом з'явилися лідери, що привели роз'єднані самоорганізовані групи до централізованого керування, а відтак — посиленням впливу на державний апарат та ефективність допомоги.
Необхідність у волонтерському русі була зумовлена наступними факторами:
- відсутність в армії достатніх ресурсів (одягу, засобів особистого захисту, медикаментів, їжі);
- відсутність організації своєчасного забезпечення цими ресурсами, налаштування логістики;
- відсутність потрібного забезпечення технікою;
- слабка виробнича база;
- відсутність достатньої підтримки біженців зі сторони держави.

## Мережа
Волонтерських організацій та окремих активістів, що допомагають українським військовим, існують тисячі. Точну їх кількість визначити неможливо: вона постійно змінюється, а чимало волонтерів не афішують свою діяльність.
У травні 2015 року Давид Арахамія оцінював кількість людей, що систематично займаються волонтерством, у 14,5 тисяч, а організацій — у понад 2,5 тисячі. За даними опитування, проведеного в вересні 2014 фондом «Демократичні ініціативи» спільно з КМІС, кошти на рахунки армії переказувала третина жителів України, а ще чверть передавала допомогу через волонтерські організації. Участь у допомозі військовим беруть широкі верстви суспільства: проєкти техніки на потреби армії представляли навіть учні Малої академії наук.
До найвідоміших та найпотужніших організацій допомоги військовим належать «Народний проект», «Народний тил», «Повернись живим», «Крила Фенікса», «Армія SOS», «Козацька гвардія України», Combat-UA та інші.

## Діяльність
Основними напрямками роботи даного волонтерського руху є:
- збір чи виготовлення і доставка в зону АТО різноманітних ресурсів (харчі, ліки, одяг, амуніція, автотранспорт, військові прилади), ремонт та вдосконалення техніки тощо;
- медична допомога постраждалим від бойових дій, оснащення госпіталів та лікарень;
- допомога переселенцям із Криму та зони АТО (юридична, психологічна та гуманітарна допомога, пошук житла та роботи, адаптація в новому місці та соціумі);
- пошук зниклих безвісти та робота з визволення полонених.

Ведеться й діяльність в інших напрямах — зокрема різноманітна допомога сім'ям учасників АТО.
Основними засобами і способами допомоги є:
- збір коштів. Великі організації здебільшого збирають пожертви за допомогою різних систем безготівкових переказів (зокрема на банківські картки) і публікують в інтернеті звітність;
- збір речей;
- довезення зібраної та закупленої допомоги до військових підрозділів за місцем їх дислокації, госпіталів, родин військовослужбовців.

Волонтери забезпечують українську армію наступними ресурсами та послугами:
- медикаменти
- лікування
- техніка
- ремонт техніки (автомобілі, бойові машини, літаки)
- ремонт будівель
- модернізація зброї (приціли, тепловізори, ПНБ, тощо)
- постачання з-за кордону
- засоби особистої безпеки
- одяг (форма)
- зимове обладнання
- їжа
- засоби зв'язку
- грошове забезпечення
- юридична підтримка
- обмін полонених

Багато волонтерів займаються виготовленням екіпірування власноручно. Так, шиють на власній апаратурі аптечки, чохли для бронежилетів, одяг, маскувальні сітки. Часто волонтери збирають безпілотники для військової розвідки.
Окремі волонтерські групи займаються допомогою в пошуках зниклих або загиблих солдатів. Основна частина таких рухів сформувалась після Іловайської трагедії, коли кількість загиблих та зниклих безвісти, за деякими свідченнями, йшла на сотні. Однією з таких організацій є Союз «Народна пам'ять», що працює в зоні АТО з вересня 2014.
Волонтери займаються евакуацією громадян з зони АТО. Так, переважно, допомога надходить до людей, що самі покинути території бойових дій не можуть — літні люди та діти. Волонтери-зоозахисники займаються вивезенням та пошуком дому для домашніх тварин, що залишилися без дому.
Часто волонтери привертають увагу суспільства до неякісної роботи адміністративних армійських відомств. Вони ж роблять інформацію про спорядження армії більш відкритою. Окремі волонтерські групи борються з корупцією в оборонних відомствах.
Діяльність волонтерів підтримали чимало підприємств. Так, «Нова пошта» надала багатьом волонтерським групам та окремим активістам можливість безкоштовної відправки будь-якої кількості допомоги. Станом на грудень 2014 в програмі брали участь 230 учасників, а маса відправленої ними допомоги сягнула 1,6 тисячі тон. За підсумками 2015 року, згідно з даними компанії, кількість учасників сягнула 300, кількість надісланих за цей та попередній рік посилок — 62 тисяч, а їх загальна маса — 11,2 тис. тон.
За оцінкою керівника волонтерської групи «Повернись живим» Віталія Дейнеги, за перші 2 роки війни (станом на квітень 2016) волонтери зібрали на потреби військових більше мільярда гривень (у тому числі великі волонтерські організації — близько 300 млн). Для порівняння: збір грошей через SMS-сервіс «565», що тривав до жовтня 2015 (повідомлення на цей номер коштувало 5 грн, що йшли Міноборони) приніс 38,8 млн грн, а «податок на війну» (1,5 % від зарплати), що збирається з серпня 2014, — майже 14 млрд грн.

## Співпраця з органами влади
На початку активної діяльності волонтерського руху механізмів його взаємодії з владними структурами практично не було. Але пізніше значна роль та високий авторитет волонтерів підштовхнули владу до співпраці, і восени 2014 року почалося їх тісне співробітництво з Міноборони. У вересні засновник волонтерської групи «Народний проект» Давид Арахамія був призначений уповноваженим міністра оборони з питань закупівель, а в жовтні засновник «Крил Фенікса» Юрій Бірюков (який ще з серпня є радником президента) став помічником міністра оборони з питань речового забезпечення армії. В листопаді інший відомий волонтер Тетяна Ричкова очолила нове держпідприємство, що забезпечує сили спеціальних операцій.
У жовтні 2014 при міністерстві була створена Рада волонтерів під керівництвом Давида Арахамії. Її задачами стали речове забезпечення армії, ремонт техніки, закупівля приладів та військова медицина. Раді було доручено розпоряджатися бюджетними коштами (в тому числі із надходжень з SMS на номер «565») на суму 60 млн гривень.
В листопаді 2014 близько 30 волонтерських груп об'єдналися в громадську організацію «Асоціація народних волонтерів України». За її даними, вона має кілька комітетів, від яких делегуються по 2 особи в Раду волонтерів при Міноборони, а троє членів її координаційної ради призначені заступниками міністра. Асоціація звітує про низку досягнень у галузях організації, підготовки та забезпечення військових формувань, винагородження та житлового забезпечення військових, протидії російській пропаганді та інших.
У зв'язку з обмеженістю повноважень Ради волонтерів виникла ідея «волонтерського десанту» — влаштування волонтерів на роботу в міністерство. В листопаді 2014 року з ініціативи Юрія Бірюкова та під кураторством Давида Арахамії співробітниками Міноборони стали 8 волонтерів, що пройшли тест на поліграфі. Серед їх досягнень на державній службі відзначають впровадження електронної системи закупівель та електронного реєстру обліку майна міністерства, розробку нових технічних умов для постачальників, а також новації в області харчування військових та автоматизації складів. Однак упродовж першого року роботи більшість «десантників» звільнилися, а їх починання були передані «Проектному офісу реформ».
«Проектний офіс реформ» був створений навесні — влітку 2015 року, офіційно представлений 8 вересня, а в жовтні остаточно перейняв естафету у «волонтерського десанту», деякі з членів якого ввійшли до його складу. «Проектний офіс реформ» — це підрозділ Міноборони в складі 30 менеджерів із волонтерського та бізнесового середовища під керівництвом підприємця Андрія Загороднюка. Він займається матеріальним забезпеченням, держзакупівлями, медициною та державними підприємствами.
У грудні 2014 року 10 волонтерів із досвідом переговорної роботи ввійшли до складу Об'єднаного координаційного центру звільнення заручників, створеного при Міноборони.
У серпні 2015 року за допомогою Юрія Бірюкова в Міноборони з'явився Координаційний штаб волонтерів «Сармат» під керівництвом Олексія Ліпіріді. Штаб став працювати на фронті, шукаючи проблеми з тиловим та медичним забезпеченням, наданням статусів учасників АТО та бойових дій, виплатами бійцям, а також відстежуючи представлення їх до нагород.

## Суспільне та державне визнання
За даними опитувань, проведених кількома соціологічними організаціями в 2014—2016 роках, волонтери користуються найбільшою довірою людей з-поміж усіх суспільних та державних інститутів. Їм переважно або цілком довіряють 60—70 % опитаних. Майже така ж (іноді незначно більша) довіра до церкви. Далі йдуть армія, добровольчі батальйони та громадські організації. Зокрема в лютому 2016, за даними інституту Горшеніна, волонтерам довіряли 71 % населення, тоді як армії та громадським організаціям — по 49 %, місцевій владі — 42 %, поліції — 34 %, Верховній Раді — 8 %, судам — 5 %.
Чимало волонтерів отримали державні нагороди, зокрема ордени Богдана Хмельницького, княгині Ольги, «За мужність» та «За заслуги» III ступеня, медалі «Захиснику Вітчизни», «За працю і звитягу», «За врятоване життя», «За сприяння Збройним Силам України», нагородну зброю та годинники від міністерств, а також подяки, грамоти й медалі від різних військових формувань та органів місцевої влади. Так, лише від міністерства внутрішніх справ нагородну зброю станом на липень 2016 року отримали 78 волонтерів. У лютому 2016 для нагородження помічників армії було засновано спеціальну відзнаку Президента України «За гуманітарну участь в антитерористичній операції».
Багато активістів нагороджені й відзнаками різноманітних громадських організацій та ініціативних груп. До найвідоміших нагород такого типу належить орден «Народний Герой України», що присуджується комісією зі знаних військових та волонтерів. Чимало активістів відзначені медаллю «За гідність та патріотизм» Всеукраїнського об'єднання «Країна», якою можуть нагороджувати представники влади, військових формувань та інші особи. УПЦ КП відзначила багатьох помічників армії медаллю «За жертовність і любов до України». Нагороджували волонтерів своїми відзнаками й інші церкви, зокрема УГКЦ, УПЦ МП та УАПЦ.
На честь волонтерського руху названо чимало вулиць і провулків у містах і селах України. Деякі з них:
| Населений пункт | Стара назва                           | Нова назва                            | Дата перейменування |
| --------------- | ------------------------------------- | ------------------------------------- | ------------------- |
| Гайсин          | вулиця Енгельса                       | вулиця Волонтерів                     | 16.10.2015          |
| Іллінці         | провулок Горького                     | провулок Волонтерів                   | 30.12.2015          |
| Жовті Води      | вулиця Орджонікідзе                   | вулиця Волонтерська                   | 31.12.2015          |
| Бердянськ       | вулиця Піонерська                     | вулиця Волонтерів                     | 18.02.2016          |
| Бобринець       | провулок Дімітрова                    | провулок Волонтерів                   | 19.02.2016          |
| Ізюм            | Плеханівська вулиця                   | Волонтерська вулиця                   | 19.02.2016          |
| Ізюм            | 1-й, 2-й та 3-й Плеханівські провулки | 1-й, 2-й та 3-й Волонтерські провулки | 19.02.2016          |
| Умань           | вулиця Тельмана                       | вулиця Волонтерів                     | 19.02.2016          |
| Чернігів        | 2-й провулок Ворошилова               | вулиця Волонтерів                     | 19.02.2016          |
| Вінниця         | —                                     | Волонтерська вулиця                   | 26.02.2016          |
| Харків          | Соціалістична вулиця                  | Волонтерська вулиця                   | 17.05.2016          |
| Полтава         | Кінноармійська вулиця                 | Волонтерська вулиця                   | 20.05.2016          |
| Бердичів        | вулиця П'ятирічки                     | Волонтерська вулиця                   | 20.05.2016          |
| Дубова          | провулок Котовського                  | провулок Волонтерів                   | 20.05.2016          |
| Житомир         | провулок 2-й Московський              | провулок Волонтерів                   | 20.05.2016          |
| Коростень       | вулиця Войкова                        | Волонтерська вулиця                   | 20.05.2016          |
| Осівка          | вулиця Кірова                         | вулиця Волонтерів                     | 20.05.2016          |
| Ясногірка       | провулок Піонерський                  | провулок Волонтерський                | 03.06.2016          |

У Тернополі засновано Сквер Волонтерів пам'яті Віктора Гурняка.

## Ризики

### Загроза життю
При доставці вантажів у зону бойових дій були випадки, коли автомобілі з допомогою перехоплювали терористи, заміновували вантаж, садили за кермо свого водія і відправляли автомобіль українським військовослужбовцям.
Станом на 23 грудня 2014 року відомо про двох загиблих волонтерів.
Станом на 1 грудня 2015 було прийнято 4 рішення про виплату одноразової допомоги з приводу загибелі або інвалідності волонтерів.

### Шахрайство
Волонтерський рух піддається дискредитації з боку нечесних на руку людей, а то й відвертих шахраїв, які використовують благодійність українців задля власного збагачення. Відомі випадки прямого шахраювання при зборі коштів, викривлення і підміна інформації про волонтерів, зокрема, подача правдивих звітів про допомогу з підміною імен та рахунків, на які просять перераховувати кошти. Чимало благодійних фондів, прикриваючись допомогою АТО, збирають гроші за допомогою псевдоволонтерів (певний відсоток від суми зібраного отримують збирачі грошей), не обліковуючи зібраних коштів і перераховуючи на потреби військовиків лише незначну частину. Подібні дії підпадають під статтю 190 Кримінального кодексу і караються позбавленням волі на строк до 12 років. Станом на січень 2015 щодо псевдоволонтерів АТО було порушено близько 100 кримінальних проваджень.
Ймовірність шахрайства вища в випадку волонтерів, що не надають звіти про надходження й передачі, зокрема тих, хто збирає пожертви на вулицях. Великі організації зазвичай так не працюють: вони збирають кошти на банківські картки та рахунки за допомогою, зокрема, систем електронних переказів, і публікують в інтернеті звіти з перерахунком усіх внесків. У зв'язку з активністю шахраїв авторитетні благодійні організації Львова домовилися взагалі не збирати гроші на вулицях (але можуть збирати в магазинах). Якщо волонтер все ж збирає пожертви в скриньку, він повинен мати документи від своєї благодійної організації. Справжні волонтери АТО мають знати, якій саме частині вони допомагають і де вона дислокується.

## Правове регулювання
Волонтерство в Україні регулюють насамперед закони «Про волонтерську діяльність», «Про громадські об'єднання» та «Про благодійну діяльність та благодійні організації».
Із початком війни на сході України до деяких законів було внесено зміни, що стосуються волонтерської діяльності. У квітні 2014 року з'явився дозвіл на фінансування оборони за рахунок пожертв фізичних та юридичних осіб. У вересні публічний збір коштів на армію було дозволено вести особам, які перебувають на державній або іншій публічній службі, а благодійна допомога учасникам бойових дій на період АТО була звільнена від податку на доходи фізичних осіб. Але для цього звільнення є необхідною (однак не достатньою) реєстрація волонтера в Реєстрі волонтерів АТО. Порядок формування та ведення цього реєстру (затверджений Міністерством фінансів) набув чинності в грудні 2014.
1 квітня 2015 вступили в дію зміни до закону «Про волонтерську діяльність», що, зокрема, скасовують обов'язковість отримання відповідними організаціями статусу волонтерських, передбачають волонтерську діяльність у зоні АТО, запроваджують виплату одноразової допомоги пораненим волонтерам та сім'ям загиблих волонтерів (порядок та умови виплат регулюються спеціальною постановою Кабміну), а також прописують повноваження центрального органу виконавчої влади, що реалізує державну політику у сфері волонтерської діяльності (цим органом є Мінсоцполітики). У червні 2015 набули чинності зміни до закону «Про статус ветеранів війни, гарантії їх соціального захисту», що дозволили отримання волонтерами статусу інваліда війни і поширили дію цього закону на сім'ї волонтерів, що загинули чи зникли безвісти. В липні вступив у дію затверджений Кабміном порядок публічного збору пожертв на армію.
Ще 2014 року міністр оборони Степан Полторак та міністр соціальної політики Людмила Денісова висловлювалися за можливість отримання волонтерами статусу учасника бойових дій. Проте це питання лишилося неврегульованим. У березні 2016 депутат Андрій Денисенко зареєстрував проєкт закону, який би це дозволив, але в волонтерському середовищі ідея викликала багато критики і 2019 року законопроєкт було відкликано. Станом на 2022 рік надання цього статусу волонтерам у постанові, яка це регулює, не передбачене.
З 2024.08.09 Вулиця Волонтерів змінено на Визволителів Афганістану розпорядженням голови міськох ради міста Гайсин.

## Альманах-довідник
Групою тернопільських волонтерів, яку очолив редактор Любомир Крупницький, за фінансової підтримки українців Донецька, Лондона, Львова, Нью-Йорка, Слов'янська, Тернополя і Цюриха видано альманах-довідник «Волонтер». Наклад — 50 тис., розповсюджується безкоштовно по всій Україні серед волонтерів, військових, громадських організацій. У виданні вміщено матеріали на допомогу волонтерам, інформаційні дописи про способи та інструменти допомоги, розповіді про досвід волонтерської діяльності, адреси і телефони волонтерів, волонтерських груп і організацій, що діють в Україні, контакти військових госпіталів, реабілітаційних центрів та інших служб допомоги пораненим. Також є образки з життя волонтерів та військовиків, їхні дописи в соцмережах, уривки з дитячих листів.